# Ворона Теодору (Ботошани)
Ворона Теодору (рум. Vorona Teodoru) насеље је у Румунији у округу Ботошани. Oпштина се налази на надморској висини од 253 m.

## Становништво
Према подацима из 2011. године у насељу је живело 7992 становника.